# Déou
Déou ist ein Ort in Burkina Faso, im westlichen Teil der Provinz Oudalan gelegen und Hauptort des gleichnamigen Departments. Der Name leitet sich möglicherweise von Dowu, dem Fulfulde-Wort für „oben“ her, da Déou auf einer Düne liegt.